# Tyszkiewicz-Palast (Warschau)

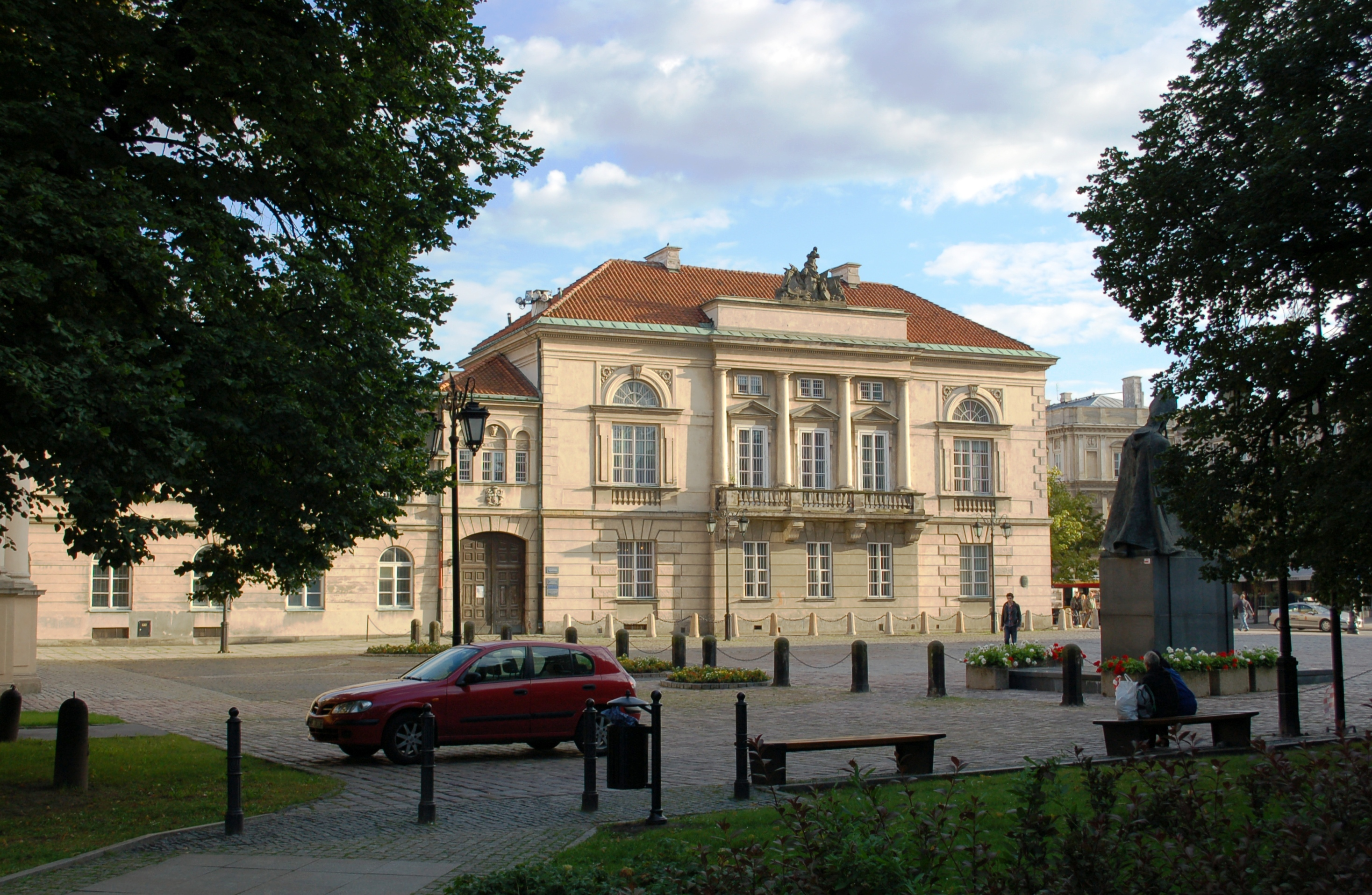
Die schmalere, aber dekorativere Nordfassade des Tyszkiewicz-Palastes mit dem links angrenzenden Nebengebäude. Im Vordergrund rechts auf dem kleinen Platz befindet sich ein Denkmal des Kardinals Stefan Wyszyński

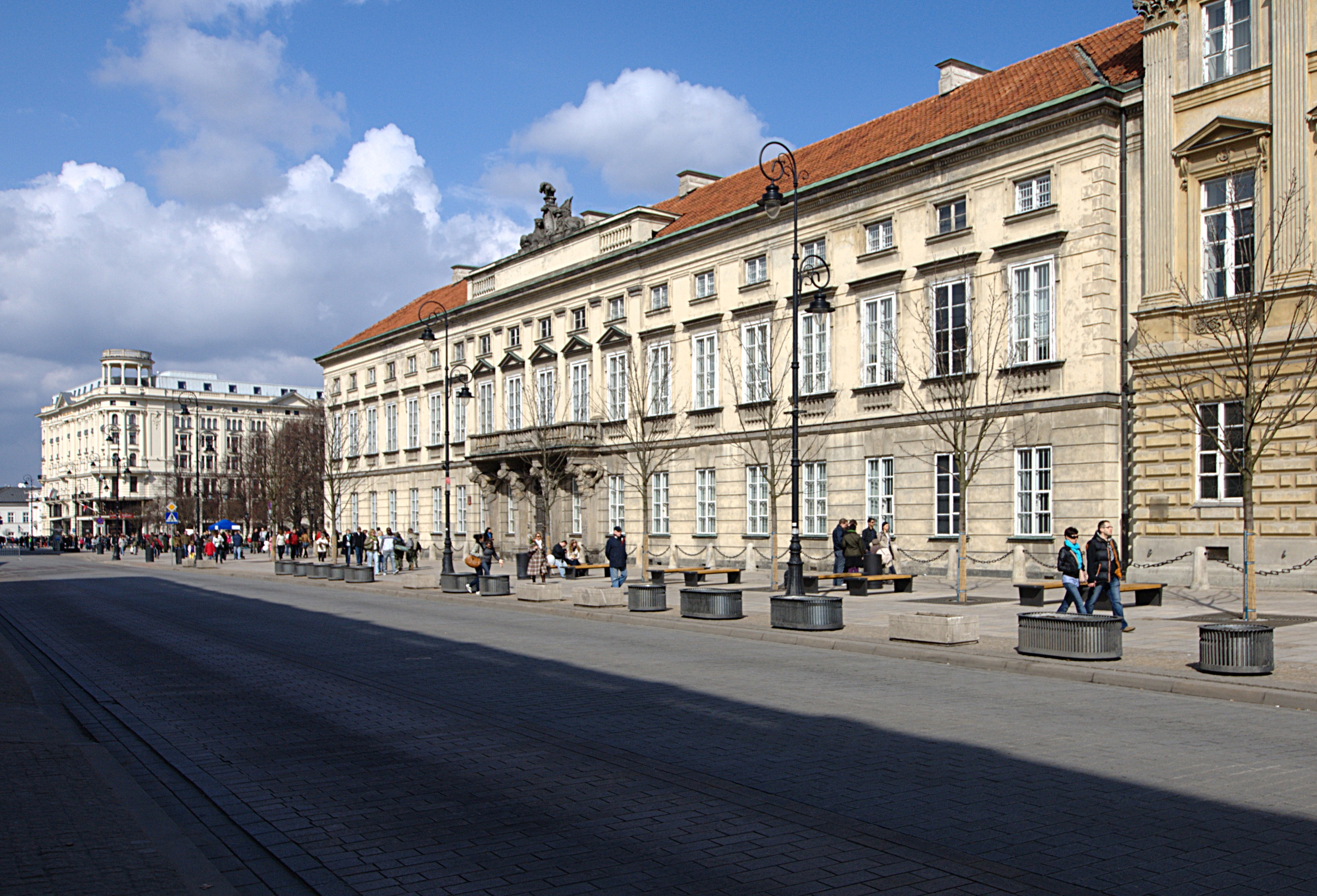
Die langgestreckte Frontfassade des Palastes an der Krakowskie Przedmieście. Ganz rechts grenzt der Uruski-Palast an, im Hintergrund liegt das elegante Hotel Bristol

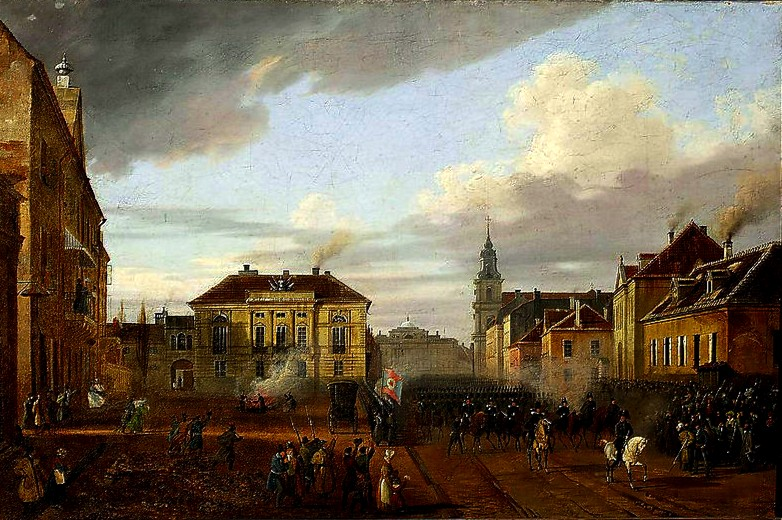
Die Nordseite des Palastes auf einem Gemälde zum Einmarsch polnischer Truppen aus Wierzbno am 3. Dezember 1830 zu Beginn des Novemberaufstandes, gemalt 1831 von Marcin Zaleski. Am linken Bildrand befindet sich eine heute nicht mehr bestehende Mietshäuser-Zeile. In der Bildmitte (Hintergrund) ist der Staszic-Palast erkennbar

Der Tyszkiewicz-Palast (auch Tyszkiewicz–Potocki-Palast genannt; poln. Pałac Tyszkiewiczów) gehört zu den bedeutendsten Palästen im klassizistischen Stil in Warschau. Er liegt am historischen Teil des Königswegs an der Krakowskie Przedmieście (Nr. 32) im Innenstadtdistrikt und grenzt an den zur Universität gehörenden Uruski-Palast. An der Nordseite schließt sich – zurückgesetzt – ein Klosterkomplex der Visitantinnen mit der Kirche zum Schutz des Heiligen Josef (poln. Kościół Opieki św. Józefa) an. Der Tyszkiewicz-Palast, ursprünglich eine Magnatenresidenz, wird heute von verschiedenen Fakultäten der Universität Warschau sowie als Universitätsmuseum genutzt.

## Geschichte
Ursprünglich war das Grundstück im Besitz der Familie Radziejowski, die hier im 16. Jahrhundert über ein Herrenhaus verfügte. Der heutige Palast wurde in Etappen für den litauischen Hetman Ludwik Tyszkiewicz, einem Schwager des Königs Stanislaus II. August Poniatowski, errichtet. In den Jahren 1785 bis 1786 entstanden nach einem Entwurf von Stanisław Zawadzki Keller- und Erdgeschoss. Der im Vertrag festgelegte Zeitplan konnte von dem Baumeister jedoch nicht eingehalten werden. Wegen entsprechender Auseinandersetzungen zwischen dem Bauherrn und seinem Architekten wurde ab 1786 Johann Christian Kamsetzer mit der Fortführung des Baues beauftragt. Er vollendete die fehlenden Stockwerke bis zum Jahr 1892.
Die Innenräume wurden nach Entwürfen von Kamsetzer durch die Stuckateure Paolo Casasopra, Giuseppe Amadio und Johann Michael Graff ausgeführt. Weitere Beteiligte an der Innengestaltung waren Józef Probst, Giuseppe Borghi, Johann Duldt und Warwzyniec Jasiński. Die Atlanten an der Vorderfront schuf André Le Brun in Zusammenarbeit mit Giacomo Contieri im Jahr 1787. Weitere Steinmetzarbeiten stammen von Ludwik Kaufman.
Im Palast wohnte im 18. Jahrhundert zeitweise der Schriftsteller Julian Ursyn Niemcewicz.

### Unter den Potockis
Nach dem Tode von Tyszkiewicz ging der Palast im Jahr 1808 an seine Tochter Anna über. Unter Friedrich Albert Lessel wurde in den Jahren 1821 und 1822 ein neues Nebengebäude (Offizin) und dazugehörend ein Hoftor an der Nordfront im Neorenaissancestil errichtet. Vermutlich zu dieser Zeit wurde mittig auf der Frontfassade des Gebäudes auch eine Wappenkartusche mit dem Wappen der Potockis zwischen zwei liegenden Löwen montiert.
1840 übernahm Anna Potockas (geb. Tyszkiewicz) ältester Sohn, August Potocki das Anwesen. 1867 gelangte es an dessen Bruder Maurycy und von dem an seinen Sohn, den lebenslustigen August Potocki, der allgemein „Graf Gucio“ genannt wurde. Enrico Marconi fügte um den Hof herum von 1841 bis 1846 eine Orangerie, Remisen und einen Marstall hinzu. Ebenfalls 1841 gestaltete er mit Hilfe des Italieners Michele Chiriani die Innenräume des Erdgeschosses neu.
Nach dem Tode August Potockis erbte dessen Sohn Maurycy den Palast; er blieb bis 1923 in seinem Eigentum. 1923 verkaufte er ihn an die Bank für Landeswirtschaft (poln. Bank Gospodarstwa Krajowego). In den 1920er Jahren nutzte die Polska Akademia Literatury das Anwesen. Auch befand sich damals hier die Sammlung der Wiegendrucke der Nationalbibliothek.

### Krieg und Nachkriegszeit
Während des Kampfes um Warschau im Jahr 1939 wurde der Palast bereits beschädigt. Im Verlauf des Warschauer Aufstandes 1944 wurde er von Einheiten der deutschen Wehrmacht niedergebrannt und von 1949 bis 1956 unter Jan Dąbrowski wiederaufgebaut. Vestibül, Treppenhaus, Speisesaal, Billardsaal und Gästesaal erhielten ihr früheres Aussehen. Andere Räume wurden dagegen nach modernen Anforderungen gestaltet.
Zunächst diente das Gebäude zur Aufnahme eines Kupferstichkabinetts, der Sektion für Handschriften sowie als Zeitschriftensaal der Universitätsbibliothek. Heute ist hier das Universitätsmuseum untergebracht. Außerdem befinden sich Teile der Geschichts- und Sprach-Fakultäten der Warschauer Universität (Instytut Kultury i Języka Polskiego dla Cudzoziemców "Polonicum", Instytut Muzykologii, Ośrodek Badań nad Antykiem Europy Południowo-Wschodniej und Studium Europy Wschodniej) sowie Repräsentationssäale im Palast.

#### Das Kupferstichkabinett
Heute 33.700 Stiche und Zeichnungen polnischer und ausländischer Herkunft.

## Architektur
Der dreigeschossige Palast steht auf einem rechteckigen Grundriss. Die knapp 60 Meter lange Frontseite an der Krakowskie Przedmieście verfügt über einen nur durch Pilaster, Balkon und flache Dachattika (links und rechts mit Brüstungsdekorationen versehen) angedeuteten Mittelrisalit, während der Kernbau zum Innenhof einen deutlich heraustretenden Mittelrisalit hat. Im Norden befindet sich der nach hinten verlaufende, etwa 20 Meter lange Flügel in identischer Höhe, der so – bei Blickrichtung aus nördlicher Richtung – den Eindruck erweckt, dass der Kernbau selbst 20 Meter tief sei.

### Fassaden
Die am Bau involvierten Architekten haben vor allem die Fassaden zur Straße und zu dem seitlichen Kirchplatz hin gestaltet, die Fassaden zur Hofseite wurden wenig bearbeitet. Ein großer Balkon an der Straßenseite wird von vier aus rechteckigen Säulen herauswachsenden Atlanten getragen, die der Blickfang an der ansonsten streng klassizistischen und gleichmäßigen Fassade sind. Auch über der sich hier befindenden Eingangstür befindet sich ein Potocki-Wappen (mit neunzackiger Krone). Das Flügelgebäude ist an seiner Fassade deutlich prächtiger und mit Elementen der Renaissance gestaltet. Die Fenster des zweiten Stockes sind hier – anders als bei der Kerngebäudefassade – halbrund gestaltet. Der Mittelrisalit, der hier ebenfalls einen Balkon trägt, verfügt in den oberen Stockwerken über vier durchlaufende Säulen, die auch hier eine kleine Attika tragen, auf dem eine prächtige Panoplie mit vier Fahnen und einem hochragenden Helmbusch angebracht ist.
Am Ende des Hofes liegt das parallel zum Kerngebäude verlaufende ehemalige Nebengebäude.

### Innengestaltung
Die Innenräume waren ursprünglich von Kamsetzer in dem in der zweiten Hälfte des 18. Jahrhunderts modernen pompejanischen Stil geplant und von italienischen Stuckateuren umgesetzt worden. Sie waren zu ihrer Zeit über Warschaus Grenzen hinaus bekannt. Nach dem Krieg wurden nur einige der größeren Räume im ersten Stock in dem aufwändigen Stil wiederhergestellt; so das Billardzimmer, ein ehemaliger Speisesaal und das historische Badezimmer im Nordflügel. Bemerkenswert ist außerdem noch die klassizistische und mit Sandstein verzierte Eingangshalle. Interessant ist auch eine kleinere Treppe, die in der Halle beginnt und im zweiten Stock an einer Mauer endet. Hier befand sich früher ein Geheimzimmer.

### Architekturelemente

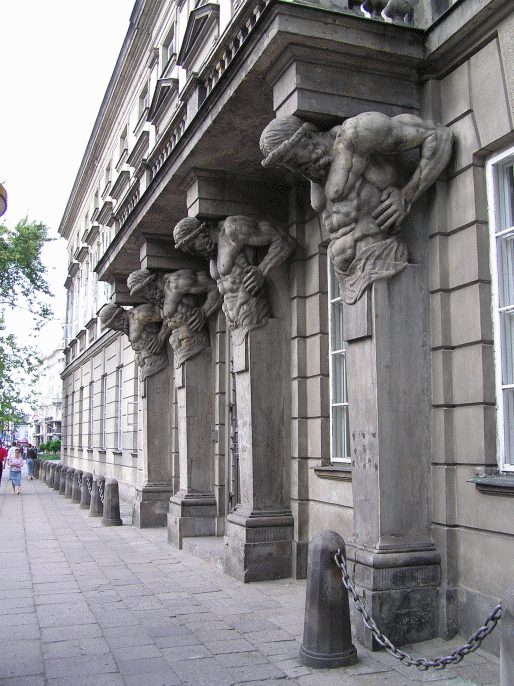
Die balkontragenden Atlanten an der Krakowskie Przedmieście
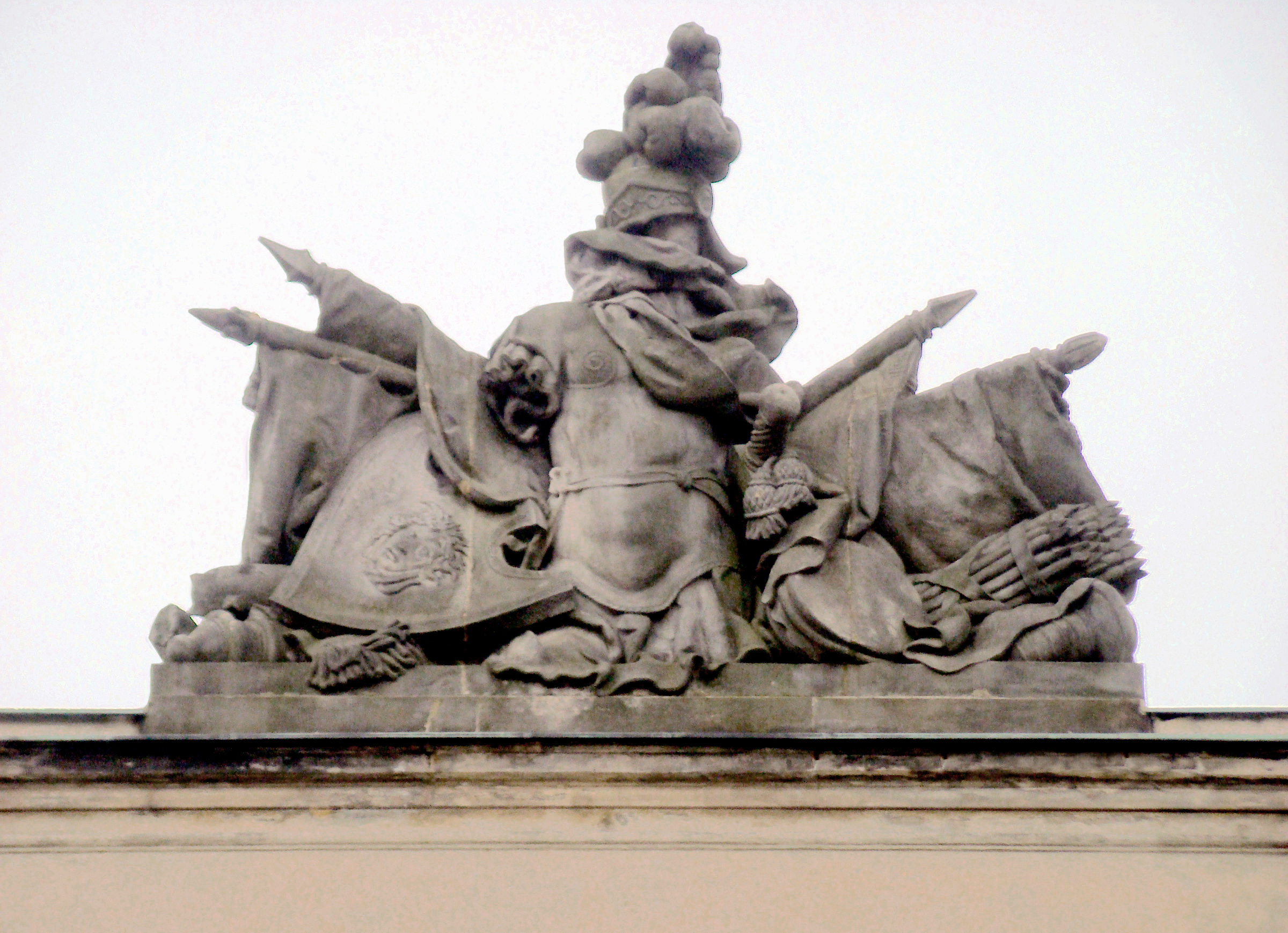
Panoplie auf dem Flügelgebäude
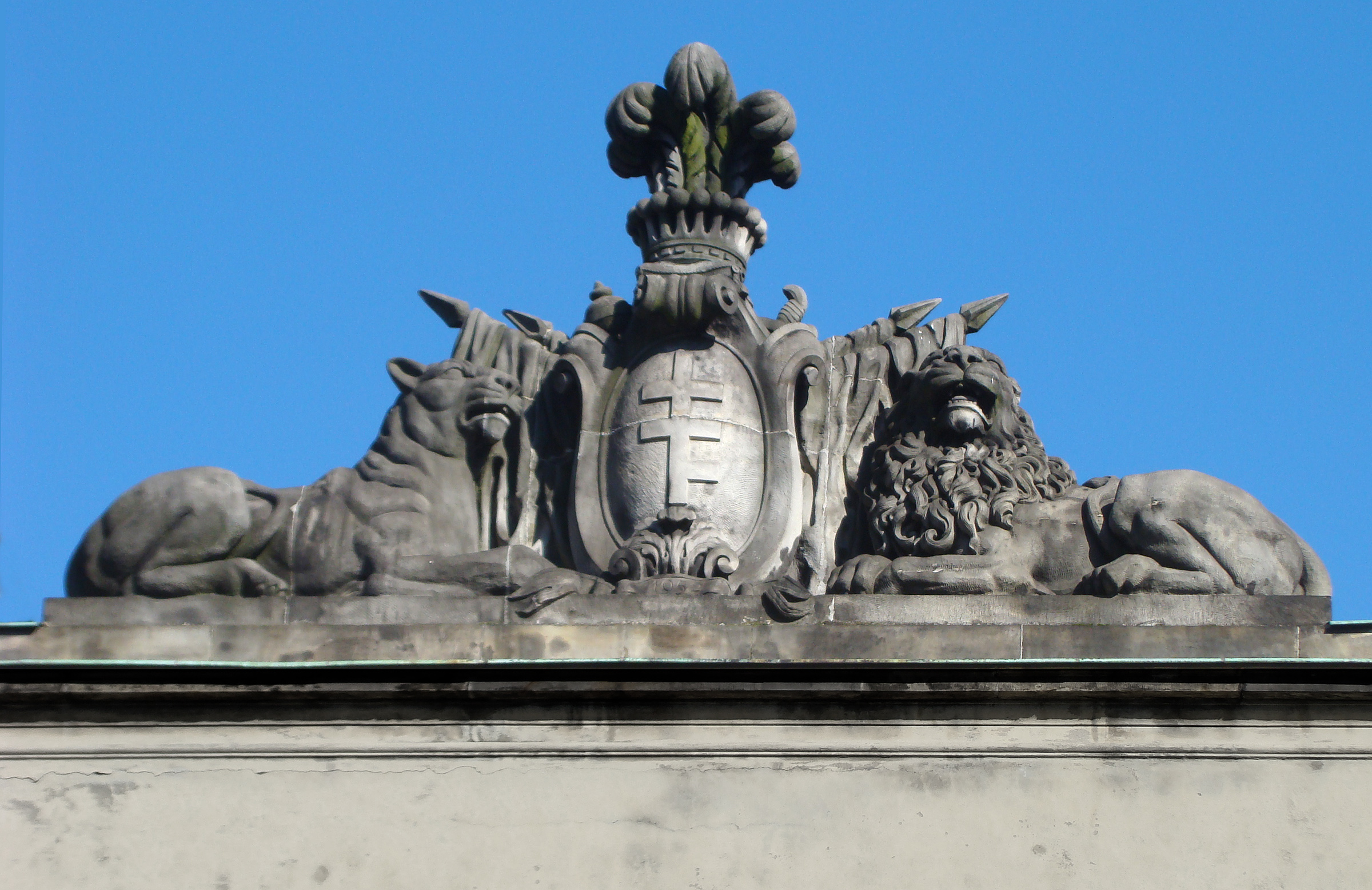
Wappenkartusche der Potockis auf dem Kerngebäude